# Henderson (Illinois)
Henderson è un villaggio degli Stati Uniti d'America, situato nello Stato dell'Illinois, nella contea di Knox.